# Clara Maffei
Pour les articles homonymes, voir Maffei.
Elena Clara Antonia Carrara Spinelli, née à Bergame le 13 mars 1814 et morte à Milan le 13 juillet 1886, est une femme de lettres italienne nationaliste mieux connue comme la comtesse Chiara ou Chiarina Maffei du nom de son mari le comte Andrea Maffei.

## Biographie
Clara Maffei est la fille du comte Giovanni Battista Carrara-Spinelli poète et dramaturge et de la comtesse Ottavia Gàmbara descendante d'une famille libérale.
Elle a 17 ans en 1832 lorsqu'elle épouse Andrea Maffei, écrivain, traducteur et journaliste, de seize ans son aîné. Elle réunit dans son salon de la contrada del Monte di pietà puis de la piazza Bergiojoso à Milan, ouvert en 1834, les écrivains et les artistes les plus illustres du nationalisme milanais précurseur du futur risorgimento parmi lesquels Alessandro Manzoni, Giuseppe Verdi ou Giovanni Prati, opposants à l'occupant autrichien, alors que son mari sert dans l'administration impériale.
Le comte Opprandino Arrivabene, Luciano Manara, le poète Giulio Carcano, le peintre Francesco Hayez, le critique Luigi Toccagni y constituent le cercle des plus proches amis milanais de Giuseppe Verdi. Jusqu'à sa mort en 1886, Clara Maffei demeure la confidente de Verdi dont l'intense correspondance conservée dans son copialettere retrace les moindres événements de sa vie à l'attention de sa grande amie. C'est dans l'une de ces lettres qu'il se plaint auprès d'elle, en 1858, des « années de galère » du début de sa carrière.
On murmure que Balzac qui est aussi l'hôte de son salon flirte avec elle. Sa mésentente idéologique avec son mari l'amène à se séparer de celui-ci le 15 juin 1846, à la grande tristesse de Verdi, ami du couple et témoin malheureux de leur séparation. Elle est pendant de longues années la maîtresse de Carlo Tenca, l'un des chefs du mouvement libéral.
Lors de la révolution de 1848, elle fait partie d'un groupe d'une cinquantaine de femmes de la bonne société milanaise qui organisent les secours aux blessés. Elle doit se réfugier pour quelque temps en Suisse où elle vit avec Trenca.
Dans les années 1860 son salon accueille les scapigliati qu'elle appelle « ses chers fils » parmi lesquels on trouve notamment Arrigo Boito, futur librettiste de Verdi mais pour lors opposant à ce que ces jeunes artistes considèrent comme le conservatisme d'« hommes du passé ».

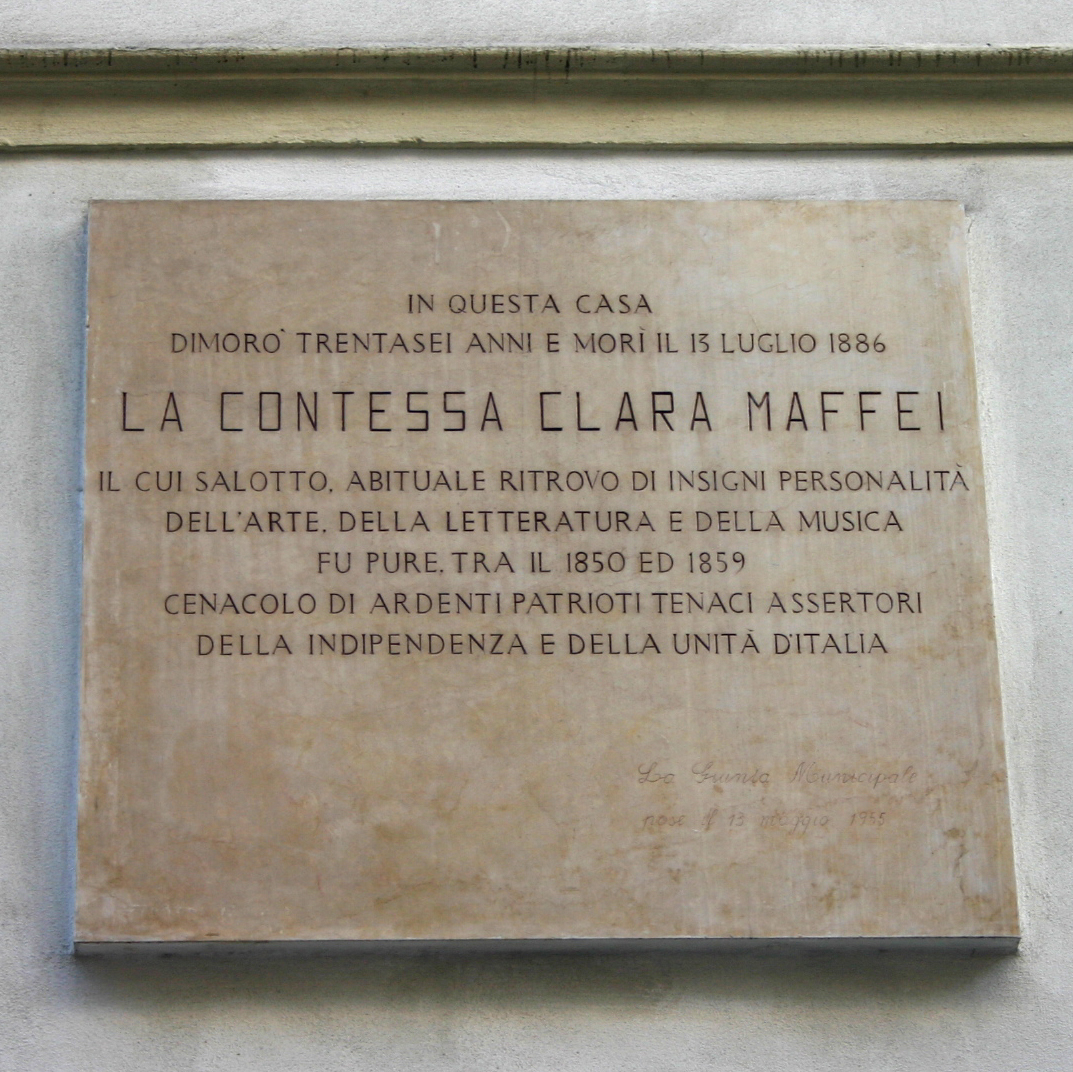
Plaque commémorative sur la façade du palais qui abritait le salon Maffei.

Elle meurt d'une méningite en 1886.